# Детская (пионерская) железная дорога (Пльзень)
Де́тская (пионе́рская) желе́зная доро́га в Пльзне — детская железная дорога, была расположена в парке Лохотин, вблизи Пльзенского зоопарка в городе Пльзень, Чехия. Ширина колеи — 760 мм.

## История

### Первая очередь
Детская железная дорога в городе Пльзень была построена в конце 1950-х годов, когда, с приходом социалистического режима в тогдашнюю Чехословакию, была и подхвачена советская идея строительства детских железных дорог. Она соединяла троллейбусную остановку с зоопарком и пользовалась популярностью среди жителей города и туристов. И более того — эта дорога была электрифицированной. Этот интересный факт объясняется и тем, что в городе существует производство трамваев, электровозов и электропоездов.
В 1957 году транспортное предприятие города в сотрудничестве с управлением железных дорог Чехословакии (чеш. Československé státní dráhy) начало строительство детской железной дороги в парке культуры и отдыха Лохотин. По образцу советских городов, здесь должен быть построен большой лунапарк, летний театр и зоопарк. Колея была выбрана 760 мм. А трасса была выбрана от остановки Лохотин на одноимённой улице, к зоопарку. Первая очередь, длиной 1,5 км была начата 11 апреля 1959 года и была электрифицирована. На строительстве принимало участие много людей — железнодорожников, работников завода Шкода, военных и много других. В некоторые дни количество работающих доходило до 100 человек, строительство продвигалось очень быстро. Рельсы были привезены из узкоколейки Йиндржихув Градец.
Первый пробный рейс был проведён в августе 1959 года. Тепловоз с тремя открытыми вагонами проехал по детской дороге. Перед эксплуатацией тепловоз прошёл капремонт в депо Пльзень, имел дизель мощностью 45 лошадиных сил, электропередачу и весил порядка 8600 килограммов.
К осени была начата её электрификация, построена подстанция на станции Зоопарк, капитальные строения на обоих конечных станциях. Электрификацию проводило транспортное предприятие города.
В январе 1960 года на заводе Шкода был построен подвижной состав — электропоезд Е 10.01, который весной был доставлен на дорогу. 8 мая этого же года состоялось торжественное открытие электрифицированной дороги, на котором присутствовало много жителей города и госслужащих.
Очень быстро начались проблемы с электроснабжением дороги. Кабель вызывал сильные блуждающие токи, которые вызывали неисправности в оборудовании, часто доходило к отмене последних рейсов. Проблема была решена только постройкой питающей подстанции на станции Лохотин.

### Вторая очередь
В 1966 году была открыта новая станция у главных ворот зоопарка и проложен новый участок ко второму входу. Новая станция была названа «Выставка», ведь именно там регулярно проводились различные выставки. При этом длина дороги увеличилась до 2,3 км. Эксплуатация нового участка началась в июле 1967 года. Так как он ещё не был электрифицирован, на ДЖД был доставлен тепловоз и один крытый пассажирский вагон. Электрифицирован он был лишь на год позже. Тогда же планировались и другие постройки — туннель и ремонтное депо, но они так и не были реализованы.

## Закрытие дороги
К середине 70-х годов интерес к детской дороге угас. Очень сократилось количество воспитанников — они стали выполнять лишь роли машиниста, помощника и проводника, который продавал билеты прямо в поезде. За путевым хозяйством и контактной сетью следить также перестали — частыми стали случаи поломок пантографа. При езде электропоезд сильно раскачивался, и часто пантограф выезжал за пределы контактного провода.
В начале 70-х годов был списан первый тепловоз и три открытых вагона. А в 1976 году и электропоезд выехал на дорогу в последний раз.
После этого рассматривались два варианта: либо детскую дорогу передать исключительно в ведение чехословацких железных дорог, чтобы они её использовали для обучения своих учеников, либо дорогу ликвидировать. Был принят второй вариант, и в 1985—87 годах дорога была полностью разобрана. Электропоезд, приведённый в негодность вандалами, был вывезен с дороги только в 1990 году. Станции были переданы зоопарку.

## Организация труда
Организация труда на ДЖД была такая же, как и на всех ДЖД СССР — пионеры выполняли роль проводников, кассиров, дежурных по станции, машинистов. Заботились о дороге администрация парка и управление чехословацких железных дорог.

## Время работы
Эксплуатационный сезон длился с начала апреля до конца октября. Движение осуществлялось по субботам с 13:00 до 18:00, по воскресеньям с 9:00 до 18:00.

## Подвижной состав
- электропоезд Е 10.01 «Пионер»
- тепловозы BNE 50
- тепловозы T 29.004
- три открытых и один крытый вагон.

### Электропоезд
Электропоезд был в единичном экземпляре изготовлен именно для этой ДЖД. Когда встал вопрос о подвижном составе, решили обратиться к железным дорогам города Остравы, ведь именно там находилось в те годы много узкоколеек с колеёй 760 мм. За основу электропоезда был взят хорошо себя зарекомендовавший кузов, разделённый на 4 секции гармониками и унифицированные колёсные пары. Много деталей было заимствовано с троллейбуса типа Т8, которые тогда серийно выпускались на заводе Шкода. Электропоезд был оборудован пневматическими дверями с двумя створками, пневматическим пантографом и унифицированным тормозным краном с дизель-поездов. Фары были взяты с автомобиля Шкода Октавия, а крутящий момент на колёсные пары передавался цепной передачей.
Всего в электропоезде было 68 мест для сидения и 40 мест для стояния. Поезд выглядел очень элегантно, бока были окрашены в типичный красно-жёлтый цвет, а крыша — в серебряный. Поезд развивал скорость до 30 км/ч и мощность 38 кВт при напряжении в контактной сети 600 вольт. В ходе эксплуатации были выявлены некоторые недостатки, которые не были учтены при проектировании. Так, совершенно не было учтено, что скорости на ДЖД небольшие, дети не всегда могли точно рассчитывать скорость движения электропоезда, и он нередко застревал на нейтральных вставках, в результате приходилось вызывать тепловоз. Классический пантограф в последние годы эксплуатации был заменён полупантографом.